# Horomayr
El Monasterio Horomayr (Armenio: Հոռոմայրի վանք) es un complejo monástico en la provincia de Lori, Armenia. El monasterio está construido sobre los acantilados, 1 km al sur del pueblo de Odzun.  La forma más fácil de llegar a Odzun desde Alaverdi es a través del transporte público de la ciudad.  Para llegar al sitio, el visitante puede subir desde la carretera a lo largo del río Debed o caminar hacia el sur a través de los acantilados desde el último desvío a Odzun. La ruta más rápida (pero más difícil) es bajar por el acantilado al sur de Odzun.
El monasterio está construido en parte en la cima del acantilado, en parte a mitad de camino. En la parte superior, hay una capilla de tres salas. Debajo, las paredes del cañón forman una de las cuatro paredes de las estructuras. Hay cuevas dentro del complejo monástico, khachkars y tallas. La iglesia de San Marcos fue construida por los príncipes Zakare e Ivane Mkhargrdzeli en 1187. Los otros edificios fueron construidos por el abad Samuel en 1206. 
Los complejos de los monumentos inferiores de Horomayri se extienden de la misma manera que la iglesia principal de la Santa Virgen en el convento de Bardzrakash San Gregorio por las mismas razones: terreno muy reducido. 

## Gallería

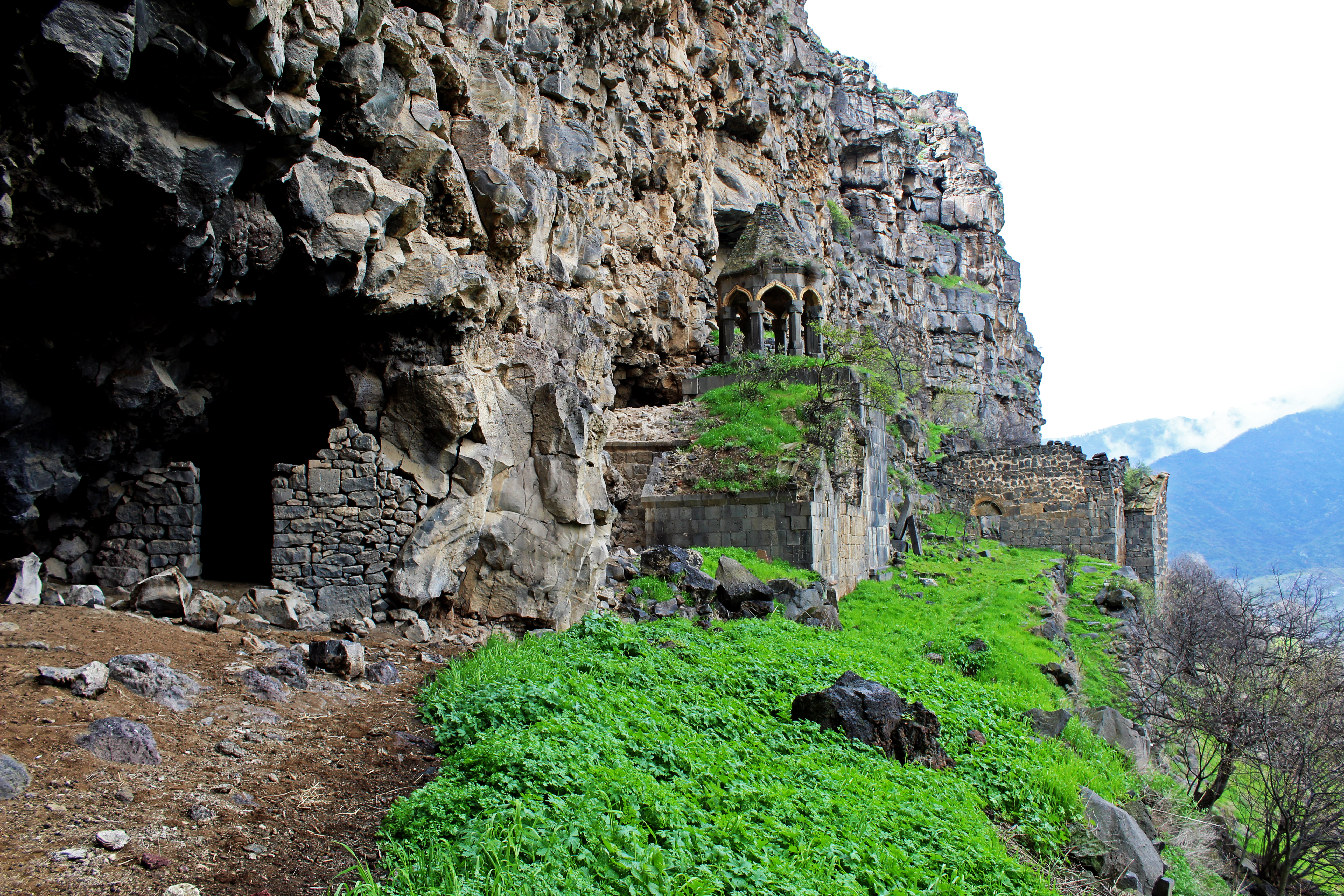
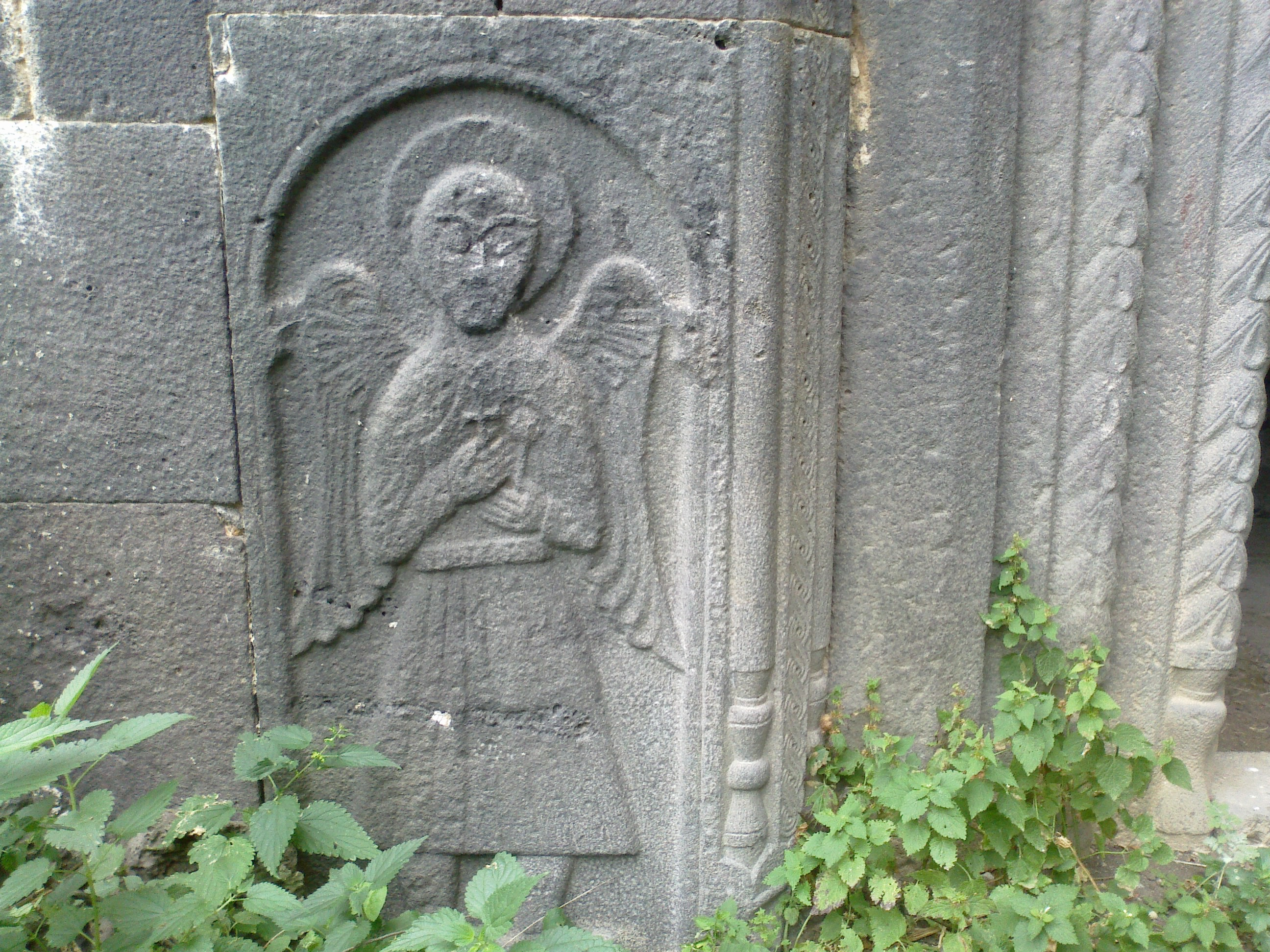
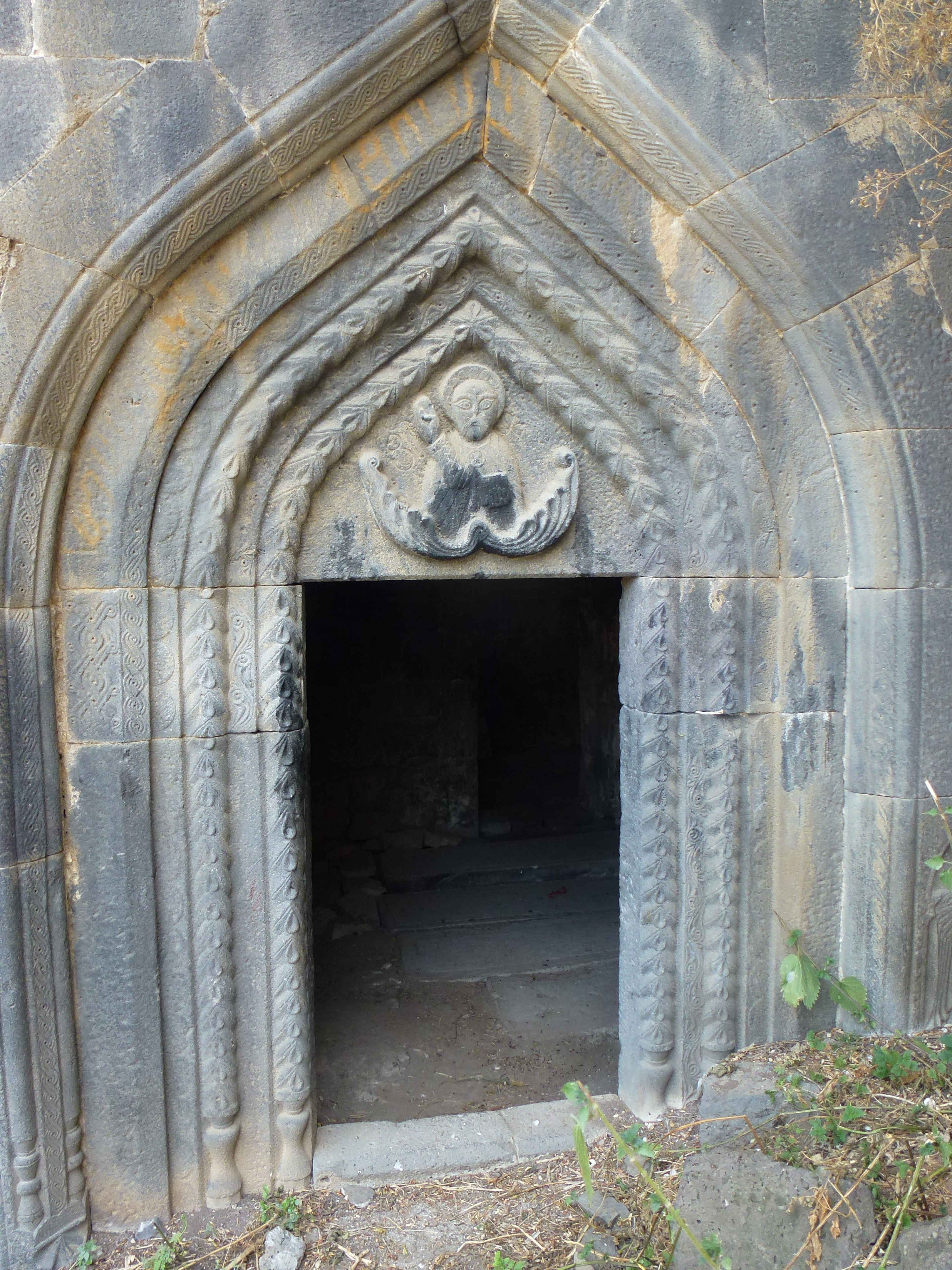
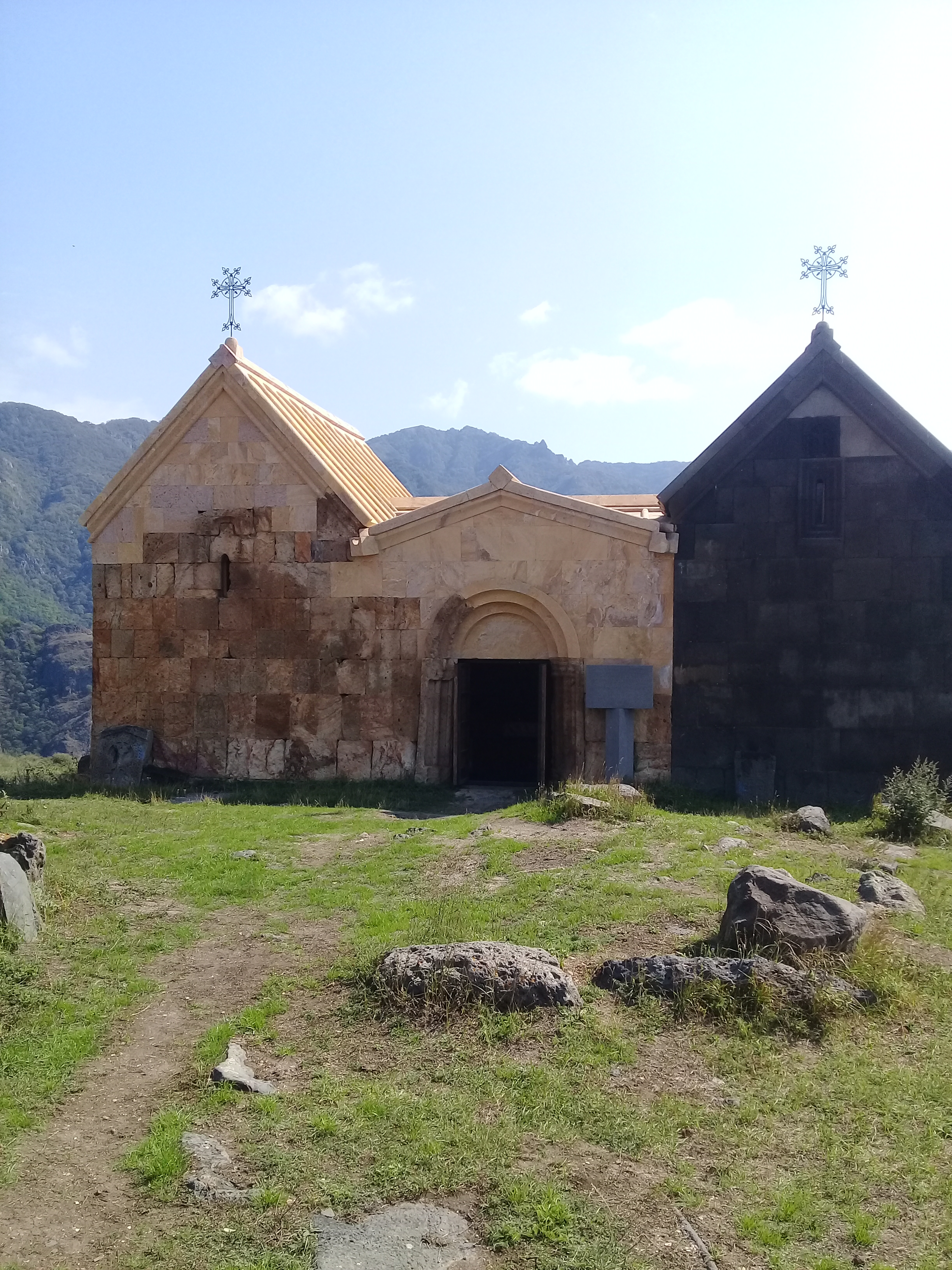
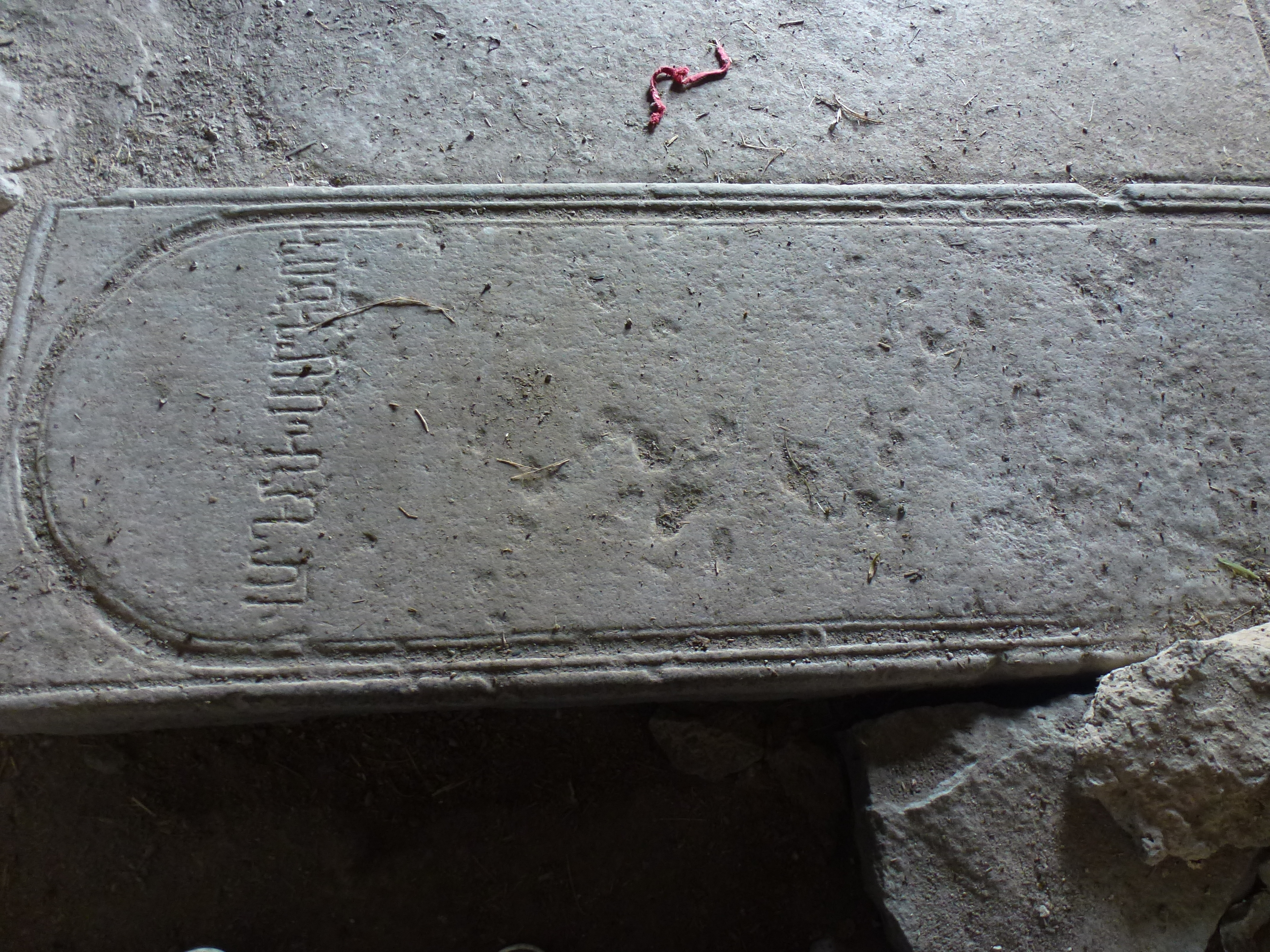
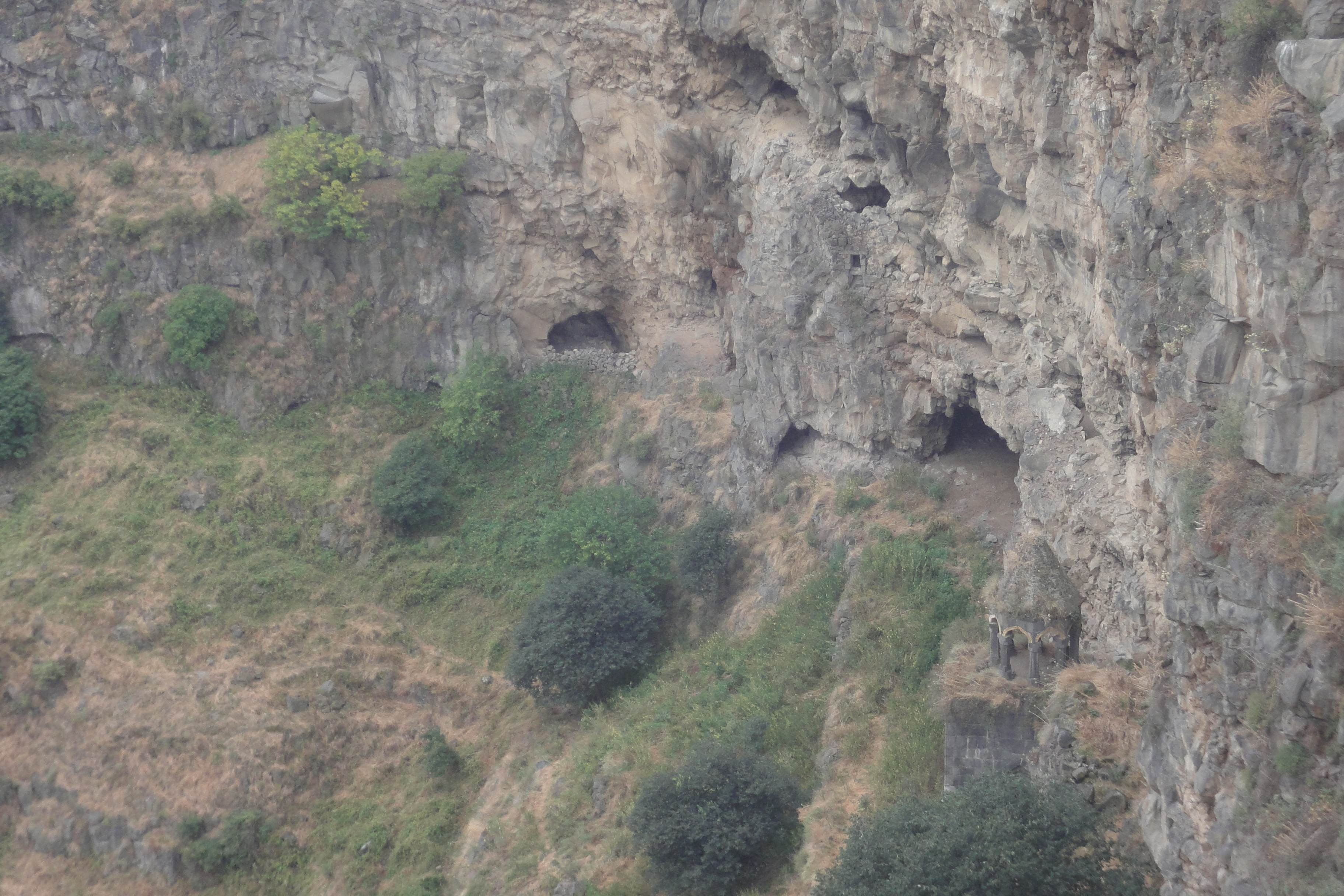